# Anjali
Anjali é um filme de drama indiano de 1990, dirigido e escrito por Mani Ratman. Foi selecionado como representante da Índia à edição do Oscar 1991, organizada pela Academia de Artes e Ciências Cinematográficas.

## Elenco
- Prabhu
- Raghuvaran - Shekhar
- Revathi - Chitra
- Master Tarun - Arjun
- Shruthi Vijaykumar - Anu